# The Europa EP
 The Europa EP è un EP della rock band irlandese degli U2 pubblicato nel 2019, in occasione del Record Store Day.

## Storia
L'EP è stato realizzato per contribuire al record store day e la copertina riprende la grafica dell'album Zooropa. L'opera è, inoltre, un omaggio all'artista Charlie Chaplin in quanto nel 2019 si è commemorato il 130º anno dalla nascita. Nella copertina dell'EP è trascritto il discorso tenuto da Chaplin nel finale del film Il grande dittatore.

## Tracce
Testi di Bono, musiche di U2.
1. Love Is All We Have Left (eXPERIENCE + iNNOCENCE Intro / Chaplin Speech) / New Year's Day ‘Live’ (Dublin 5th November 2018 eXPERIENCE + iNNOCENCE Tour) – 8:14
2. New Year's Day (St Francis Hotel Remix) – 5:06
3. Love Is All We Have Left (Jon Pleased Wimmin Euromantic Mix) – 5:34

## Formazione
- Bono – voce
- The Edge – chitarra, cori, tastiera
- Adam Clayton – basso
- Larry Mullen Jr. – batteria